# Sjaron

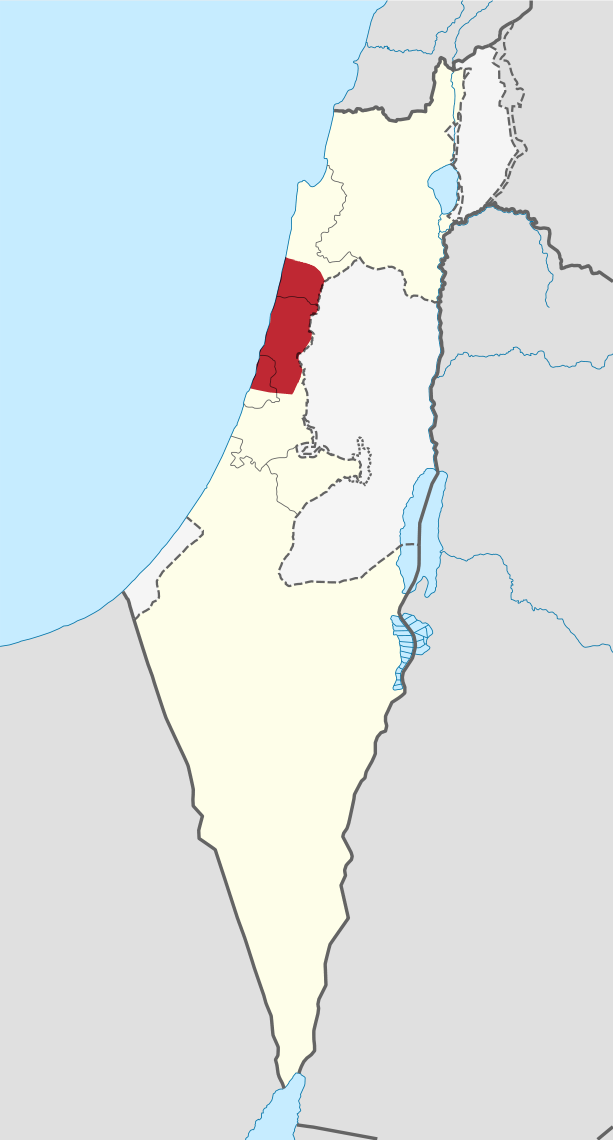
Ligging van de Sjaron

De Sharon, Sjaron' of Saron (Hebreeuws: שרון, Sārôn) is een centrale kustregio in Israël. De hoofdplaats is de stad Netanja (bevolking rond 190.000).
De Sjaron wordt begrensd door de Middellandse Zee in het westen, de berg Karmel in het noorden, Samaria (Westelijke Jordaanoever) in het oosten en het stedelijke gebied rond Tel Aviv in het zuiden (als zuidelijke geografische grens wordt de rivier Jarkon genomen).

## Belangrijkste plaatsen
- Netanja
- Kefar Sava
- Raänana
- Herzliya
- Hadera
- Hod Hasjaron
- Ramat Hasjaron
- Pardes Hanna
- Binjamiena
- Or Akiwa
- Taibe
- Tira
- Qalansawe